# Ђосени (Бакау)
Ђосени (рум. Gioseni) насеље је у Румунији у округу Бакау у општини Ђосени. Oпштина се налази на надморској висини од 140 m.

## Становништво
Према подацима из 2002. године у насељу је живело 3305 становника.

### Попис2002.
| Расподела становништва по националности 2002.‍ | Расподела становништва по националности 2002.‍ | Расподела становништва по националности 2002.‍ | Расподела становништва по националности 2002.‍ | Расподела становништва по националности 2002.‍ |
| --------------------------------------------- | --------------------------------------------- | --------------------------------------------- | --------------------------------------------- | --------------------------------------------- |
|                                               |                                               |                                               |                                               |                                               |
| Румуни                                        | Румуни                                        |                                               | 3.268                                         | 98,9%                                         |
| Мађари                                        | Мађари                                        |                                               | 19                                            | 0,6%                                          |
| Роми                                          | Роми                                          |                                               | 10                                            | 0,3%                                          |
| Чанго                                         | Чанго                                         |                                               | 6                                             | 0,2%                                          |